# Ünlüce, Bahçesaray
Ünlüce là một xã thuộc thành phố Bahçesaray, tỉnh Van, Thổ Nhĩ Kỳ. Dân số thời điểm năm 2011 là 536 người.